# Павел VI
Вижте пояснителната страница за други личности с името Джовани.
Павел VI (на латински: Paulus PP. VI), роден Джовани Батиста Енрико Антонио Мария Монтини (на италиански: Giovanni Battista Enrico Antonio Maria Montini) е римокатолически папа от 1963 г. до 1978 г. Той е начело на Католическата църква през по-голямата част от Втория Ватикански събор и играе водеща роля при прилагането на неговите решения.